# Tristan og Isolde (legende)
 For alternative betydninger, se Tristan og Isolde (flertydig). (Se også artikler, som begynder med Tristan og Isolde)
Tristan og Isolde er et sagn fra middelalderen om de unge elskende, Tristan og Isolde, der er bundet sammen af en elskovsdrik og ender med at dø for kærligheden.
Det er en keltisk fortælling, som fortælles i mange middelalderversioner. Den er løseligt knyttet til sagnkredsen om Kong Arthur. De tre kendteste og mest indflydelsesrige middelalderversioner er af den engelske Thomas (ca. 1160). Den franske er af Béroul (slutningen af 1100-tallet) og den tyske af Gottfried af Strassburg (ca. 1230).
Historien er et trekantsdrama om den korniske ridder Tristan, den irske prinsesse Isolde og hendes mand kong Mark af Cornwall. Historien går forud for og har med stor sikkerhed indflydelse på Lancelot og Guinevere romance og har haft stor indflydelse på vestlig kunst og litteratur siden det 12. århundrede. Selv om historiens detaljer er forskellige fra forfatter til forfatter, er handlingen den samme.

## Opera
Richard Wagner komponerede en opera over Gottfrieds version i 1859.

## Handling
Tristan sejrer over ridder Morholt bror/onkel til Isolde. Efter kampen fortæller Morholt, at hans våben er forgiftet, og kun (dronning eller datteren?) Isolde kan redde Tristan. Den sårede Tristan forklæder sig og kalder sig Tantris og spiller harpe i nærheden af Isolde, så smukt at hun ønsker at lære det. Isolde får helet Tantris sår.

[en masse forviklinger springes over inkl. et dragedrab]

Da den yngre Isolde skal giftes med den korniske Mark, sejler Tristan hende over til Mark. Undervejs bliver Tristan og Isolde forelskede, da de begge har drukket af dronning Isoldes elskovsdrik (vin). Isolde efterlader Tristan og bliver gift med Mark.

[en masse forviklinger springes over]

I nogle historier bærer Isolde jernbyrd for at se, om hun taler sandt om, at hun kun har haft Mark og "bonden" Tristan mellem sine ben.